# Allophylus latifolius
Allophylus latifolius är en kinesträdsväxtart som beskrevs av Huber. Allophylus latifolius ingår i släktet Allophylus och familjen kinesträdsväxter. Inga underarter finns listade i Catalogue of Life.